# Макконен, Матти
Матти Макконен (фин. Matti Makkonen; 16 апреля 1952, Суомуссалми, Финляндия — 26 июня 2015, Сейняйоки, Финляндия) — финский инженер, разработчик текстовых сообщений SMS для сотовых телефонов.
Работал в компаниях Nokia Networks, PTL-Tele-Sonera и Finnet Oy и считается одним из изобретателей SMS. В 1994 году появился первый телефон Nokia, с помощью которого можно было отправлять текстовые сообщения.
С 2010 года занимал пост исполнительного директора компании Anvia, которая занималась информационными технологиями. В 2013 году был вынужден покинут свой пост в связи с проблемами со здоровьем.